# Doolittle
Vous lisez un « bon article » labellisé en 2008.
Pour les articles homonymes, voir Doolittle (homonymie).
Albums de Pixies
Surfer Rosa
(1988) Bossanova
(1990)
Doolittle est le deuxième album du groupe de rock alternatif américain Pixies, sorti en avril 1989 sur le label 4AD. L’atmosphère sombre du disque, ses multiples références au surréalisme, aux histoires tirées de l'Ancien Testament, à la mort et à la torture, contrastent avec la production propre et séduisante du producteur Gil Norton. Doolittle fut le premier album du groupe à être distribué à l'échelle internationale, la distribution étant assurée par Elektra Records aux États-Unis.
Deux singles tirés de l’album, Here Comes Your Man et Monkey Gone to Heaven, ont été des succès au niveau des classements spécialisés américains. L’album lui-même a eu un succès inattendu et atteint la 8e place des ventes de disques au Royaume-Uni. Rétrospectivement, des morceaux comme Debaser, Wave of Mutilation et Hey ont été salués par les critiques.
Doolittle s’est bien vendu de façon continue depuis 19 ans, devenant disque d'or en 1995. L’album a été cité comme une grande source d’inspiration par de nombreux artistes du courant alternatif, tandis que de nombreuses revues musicales l'ont classé parmi les meilleurs disques de tous les temps. En 2003, un sondage réalisé par le NME auprès de ses lecteurs a vu l’album classé comme deuxième meilleur disque de tous les temps.

## Contexte
À la suite de leur premier album Surfer Rosa, qui reçoit un accueil critique enthousiaste mais qui est un échec commercial, les Pixies s’embarquent pour une tournée européenne en compagnie des Throwing Muses, avant de revenir en Amérique du Nord pour une nouvelle tournée. Pendant ces quelques mois sur la route, Black Francis, leader et chanteur du groupe, compose de nouvelles chansons pour un nouvel album, parmi lesquelles Dead, Hey, Tame et There Goes My Gun, interprétées sur scène au cours de l’année 1988. Des versions de ces titres fraîchement composées sont enregistrées au cours des Peel Sessions de la même année, tandis qu’une version live de Hey est distribuée sur un mini album gratuit inclus avec un numéro du magazine musical Sounds.
Durant l’été 1988, entre deux tournées, les Pixies s’enferment pour enregistrer de nouvelles maquettes en vue d’un futur album, au studio Eden Sound, situé à l’époque sous un salon de coiffure. Le groupe enregistre pendant une semaine, dans des circonstances similaires à celles de l’enregistrement de la Purple Tape, en mars 1987. Francis intitule cette maquette Whore (Putain en anglais), titre auquel il avait d’abord pensé pour le deuxième album. Violent, le terme renvoie à la Bible, à la "putain de Babylone, celle de l’Apocalypse"".
Ken Goes, manager du groupe, propose après avoir écouté la maquette plusieurs noms possibles de producteurs, le Britannique Gil Norton et l’Américain Ed Stasium. Le groupe a déjà travaillé avec Norton à l’occasion de l’enregistrement de la version single de Gigantic, en mai 1988. Francis n’a pas de préférence particulière, mais le président du label 4AD, Ivo Watts Russell, souhaite que Norton s’attelle à la tâche. Norton est embauché, et Stasium n'est même pas pressenti.
Norton arrive le 31 octobre à Boston, chez Francis, pour y écouter la maquette. Les deux hommes discutent des arrangements et passent deux jours à analyser intensivement les chansons de l’album. Norton apprend rapidement à faire face aux réactions de Francis notamment en ce qui concernait les changements d’arrangements de certains titres. Plus tard, Norton remarque que Francis déteste répéter une tâche, comme faire une seconde prise pour un titre. Norton consacre deux semaines à la pré-production du futur album, et à se familiariser avec le son des Pixies.

## Enregistrement et production
Les séances d’enregistrements commencent dès le 31 octobre aux studios Downtown Recorders de Boston, sur un 24-pistes. 4AD alloue un budget de 40000 dollars, sans compter la paye du producteur. Bien que le budget ait quadruplé depuis Surfer Rosa, cette somme est encore relativement modeste, si l’on tient compte de l’époque et du label relativement important qu’est 4AD. Avec l’équipe en studio  composée de Norton, de deux ingénieurs du son et de deux assistants, les séances durent trois semaines jusqu'au 23 novembre, avec quasiment une chanson enregistrée par jour.
Le travail de production proprement dite et de mixage commence le 28 novembre, aux Carriage House Studios, Stamford, Massachusetts. À cette occasion, Norton engage l'ingénieur du son Steve Haigler. Les deux hommes rajoutent des guitares additionnelles sur Debaser, ainsi que des voix sur Wave of Mutilation. Pendant les enregistrements, Norton conseille à Francis de modifier certaines chansons, de ralentir par exemple le tempo de There Goes My Gun, à l’origine interprétée dans le style d’Hüsker Dü, très rapide.
Mais les suggestions de Norton ne sont pas toujours bien reçues, surtout lorsqu’il s’agit de rajouter des couplets et d'allonger la structure des chansons de Black Francis, qui se déclare très frustré par cette situation. Francis emmène même Norton avec lui au magasin de disques le plus proche, pour lui montrer que sur le best of de Buddy Holly, aucun titre ne dépasse les deux minutes. Plus tard, lors d’une entrevue pour Rolling Stone, Black Francis se souvint de l’enregistrement du disque en ces termes : « Il [Gil Norton] tentait de nous faire sonner plus commercial, tandis que nous souhaitions rester grungy ».
Le travail de production se poursuit jusqu’au 12 décembre, Norton et Haigler ajoutant notamment de la réverbération sur plusieurs titres. Les masters sont ensuite envoyés à la post-production plus tard dans le même mois.

## Sortie
Durant les mois suivant la sortie de Surfer Rosa, le management des Pixies reçoit les offres de nombreux labels. Peter Lubin voit les Pixies sur scène, à l’occasion de l’ouverture d’un concert pour Jesus and Mary Chain, en octobre 1988. Lubin convainc le groupe de signer sur Elektra Records, pour qui il travaille. Le groupe signe au printemps 1989, à l’occasion d’une tournée britannique.
Cependant Elektra ne possédant pas de droits sur la distribution de l’album à venir, ces droits étant détenus par un label britannique encore modeste, 4AD, mais uniquement pour le Royaume-Uni, ce qui signifie que le groupe doit faire importer tous ses disques depuis l’Europe. Le management des Pixies souhaite une distribution mondiale, les négociations commencent à l’automne 1988 et ne se terminent que le 2 avril 1989, avec les droits de distribution aux États-Unis détenus par Elektra. Les droits de distribution au Canada ont, quant à eux, déjà été acquis par Polygram.
Doolittle sort le 17 avril 1989 au Royaume-Uni, et le lendemain, aux États-Unis. Outre-atlantique, l’album n’entre qu’à la 171e place du Billboard. Cependant, grâce aux passages répétés de Monkey Gone to Heaven, premier single extrait de l’album, sur les radios rock du pays, Doolittle finit par atteindre la 98e place et reste deux semaines dans le top 100.
En Grande-Bretagne, l’album atteint la 8e place des ventes de disques, un classement pour le moins surprenant lorsqu’on sait que les deux précédents disques du groupe, Come On Pilgrim et Surfer Rosa, ont été deux échecs commerciaux.
En juin 1989, 4AD choisit de promouvoir Here Comes Your Man en tant que deuxième single extrait de l’album. Ce nouveau single atteint la 3e place du classement américain spécialisé dans le rock, et la 56e place des ventes en Grande-Bretagne. Ce n'est pas le dernier single extrait de l’album : en 1997,Debaser sort en single afin de promouvoir la compilation posthume consacrée au groupe, Death To The Pixies.

## Musique

### Styles musicaux
Doolittle se distingue par son mélange éclectique de divers styles musicaux. Certains morceaux comme Tame et Crackity Jones sont agressifs et construits sur des tempos très rapides, et portent la marque du groupe, à savoir la fameuse dynamique ralenti/ explosion, tandis que d’autres titres comme I Bleed, Silver, Here Comes Your Man révèlent des aspects plus mélodiques et plus calmes. Avec Doolittle, le groupe commence également à étoffer sa musique par l’apport de nouveaux instruments, comme ce quatuor à cordes sur Monkey Gone To Heaven.
Tame est construite sur la formule classique des trois accords. I Bleed est, mélodiquement parlant, simple, et construite sur une seule répétition rythmique. D’autres chansons sont influencées par d’autres genres musicaux : ainsi Crackity Jones possède un son hispanisant caractéristique, tandis que la guitare rythmique de Black Francis commence sur une suite d’accords caractéristique du punk rock.
Pour Silver les Pixies se sont souvenus des recherches bruitistes de John Cale dans Venus in furs et dans The Black angel's Death song du Velvet Underground.

### Thèmes explorés
Les thèmes explorés sur Doolittle vont du surréalisme de Debaser, à l’évocation d’une catastrophe écologique sur Monkey Gone to Heaven. Les femmes et prostituées de Mr. Grieves, Tame et Hey, se mélangent aux sanglantes histoires bibliques de Dead et de Gouge Away. Black Francis a souvent affirmé que les paroles de Doolittle étaient une mise en équation esthétique de la musique et des syllabes, quitte à ce que les textes ne veuillent pas dire grand-chose. À l’exception de Silver, coécrit avec Kim Deal, Francis a entièrement composé Doolittle.
Le morceau qui ouvre l’album, Debaser fait référence au surréalisme, thème qui apparaît en filigrane tout au long de l’album, notamment au film surréaliste de Luis Buñuel et Salvador Dalí, Un Chien Andalou, réalisé en 1929, dont une scène du début est évoquée par le vers  « Slicing up eyeball » . Le surréalisme a fortement influencé Francis lors de ses années étudiantes et tout au long de sa carrière avec les Pixies. En 1989, lors d’une entrevue avec le New York Times, Francis fait part de son intérêt pour le surréalisme et de son influence sur sa manière d’écrire les textes : « Pour moi le surréalisme est totalement artificiel. J’ai récemment lu une interview de David Lynch, où il expliquait qu’il avait des images et des idées en tête, mais qu’il ne savait pas ce qu’elles signifiaient exactement. C’est exactement de cette façon que j’écris ».
Un autre thème abordé dans Doolittle est celui des catastrophes naturelles. Ainsi Monkey Gone to Heaven traite de la destruction de l’océan par l’Homme, et de la confusion de l’Homme quant à sa place dans l’Univers, de sa relation au divin, thème également repris sur Mr. Grieves. Deux chansons sur Doolittle font référence directe à la Bible : Dead, histoire de l’enfant mort de David et Bethsabée, et Gouge Away, qui renvoie à l’histoire de Samson et Dalila. La fascination de Black Francis pour la Bible remonte à ces jeunes années : sa mère et son beau-père avaient rejoint l’Église pentecôtiste lorsqu’il avait douze ans. Ce contexte devait être une influence majeure sur Doolittle, où Francis fait référence au diable (6) et à Dieu (7).
D’autres chansons ont des thèmes souvent scabreux, dans Wave of Mutilation Francis décrit l’histoire d’un homme d’affaires japonais qui fait faillite, et qui entraîne sa famille dans son suicide. Wave of Mutilation reprend le thème de la mer, présent aussi sur Mr. Grieves et sur Monkey Gone To Heaven : la mer y est un endroit de destruction et de mort pour l’homme. Crackity Jones traite aussi d’un sujet difficile, du colocataire de Francis lors de son séjour étudiant à Porto Rico, qu’il décrit comme un « homosexuel drogué et psychotique ».
Doolittle prend des sujets plus conventionnels. La La Love You, chantée par le batteur David Lovering, est une chanson d’amour un peu niaise destinée à une inconnue, dans l’esprit de Black Francis, il s’agit d’une parodie de ce genre de chansons. Lovering refuse d’abord de chanter ce titre, mais une fois qu’il a commencé, « il n’était plus possible de l’éloigner d’un microphone », selon Norton.
Lovering joue également de la basse sur Silver, et Kim Deal de la guitare slide, une configuration inédite et unique pour le groupe.

## Pochette du disque

### Illustrations
Doolittle est le premier album des Pixies pour lequel Simon Larbalestier, le photographe des pochettes du groupe, et le graphiste Vaughan Oliver ont eu accès aux paroles, selon Larbalestier, cela a constitué une différence fondamentale. L’accès aux paroles a permis aux travaux des deux hommes d’être beaucoup plus proche du contenu de l’album. La pochette du disque renvoie à Monkey Gone To Heaven, et montre un singe auréolé au-dessus duquel on trouve les chiffres 5, 6 et 7.
Les images surréalistes et abstraites du livret sont liées au contenu de l’album. Ainsi, Gouge Away est représenté par une cuillère remplie de cheveux, posée sur le torse d’une femme.
I Bleed illustre le vers «As Loud As Hell» :  une cloche avec son battant, contenant une rangée de dents. Ces dents renvoient au vers « It Shake My Teeth». « Walking With Crustaceans » est la représentation des paroles de Wave of Mutilation. Larbalestier a, par la suite, confié qu’à l’époque de son travail sur Doolittle, il était très intéressé par « les trucs du début de la période surréaliste ».
À noter qu'un livret de seize pages contenant les illustrations et les paroles est inclus dans la première édition vinyle du disque au Royaume-Uni.

### Titre de l’album
Lors de l’enregistrement du disque, le titre provisoire qu’est Whore est abandonné lorsque Vaughan Oliver change d’idée pour l'illustration de la pochette, et décide d’y mettre un singe auréolé. Black Francis explique ce changement :
« J’imaginais que les gens allaient penser que nous étions anti-Catholiques ou que j’avais été élevé dans la croyance catholique et que j’essayais de me faire passer pour un sale gosse qui rejetait sa religion (…) Un singe avec une auréole, avec un titre tel que Whore, ça allait nous attirer des tonnes de rumeurs et de conneries sur notre compte. Alors j’ai changé le titre. »
Francis nomme alors l’album Doolittle, d’après le vers tiré de Mr. Grieves « Pray for a man in the middle / One that talks like Doolittle ». Comme pour Come on Pilgrim et Surfer Rosa, le titre de l’album était tiré d’un vers d’une chanson.

## Accueil critique
La critique a globalement été positive pour Doolittle, les plus grandes revues musicales reconnaissant unanimement l’originalité et la qualité de l’album. Selon le NME « les chansons sur Doolittle sont si excitantes qu’elles ont le pouvoir de vous faire littéralement sortir de votre corps ». Q, qui donna quatre étoiles au disque (sur cinq possibles), déclara que « le bruit savamment structuré et l’intensité rythmique donnent toute leur cohérence au projet ». Tim Rolston, du Daily Telegraph, décrivit Doolittle en ces termes : « un brillant disque de rock’n’roll (…) la meilleure demi-heure dont le groupe nous ait fait profiter jusqu’à présent ». D’autres publications donnèrent la note de quatre sur cinq au disque, parmi lesquelles Record Mirror, The Philadelphia Inquirer, Los Angeles Times, et le Chicago Tribune. Robert Christgau du Village Voice donna à l’album un B+, estimant « qu’une célébrité trop rapide pourrait ruiner la carrière du groupe ».
Cependant, Doolittle a également reçu des critiques mitigées de la part de plusieurs journaux bien connus. Time Out déclara que la production de Gil Norton était « dramatique ». Spin, dans une critique de cent mots rédigée par Joe Levy, estime que le disque est « plus bête que surréaliste ». Rolling Stone qui chronique le disque en juillet 1989, et ne donne à l’époque que trois étoiles et demie sur cinq. Doolittle apparait régulièrement dans les listes des albums de l’année publiées dans la plupart des revues citées précédemment. Village Voice et Rolling Stone le classent tous deux dixième, Sounds et Melody Maker en deuxième position, et le NME, quatrième dans sa liste des albums de l’année. De nombreux revues musicales qui ne trouvent pas l’album extraordinaire à l’époque de sa sortie ont depuis révisé leur jugement. Rolling Stone donne ainsi cinq étoiles sur les cinq possibles en 2002, soulignant qu’il a « posé les bases du rock des années 1990 ». Doolittle a reçu de nombreuses distinctions internationales et il est désormais considéré comme un des meilleurs albums des années 1980. Les albums du groupe qui suivirent n’eurent jamais autant de louanges, même rétrospectivement.

## Héritage
La dynamique couplet calme/ refrain explosif, que l’on retrouve notamment sur Tame, a eu une immense influence sur le rock alternatif et le grunge. Après avoir écrit Smells Like Teen Spirit, Kurt Cobain et Krist Novoselic ont pensé : « Ça sonne vraiment comme les Pixies. Les gens vont se foutre de nous en écoutant ça ! ».
L’ancien guitariste des Smashing Pumpkins, James Iha, a décrit Doolittle « moins brut que Surfer Rosa, mais plus écoutable ». PJ Harvey, figure du rock alternatif, se dit fascinée par des morceaux comme Tame et I Bleed, et par l’écriture de Black Francis en général.

### Relations au sein du groupe
Les tensions entre Deal et Francis déjà sensibles lors de l’enregistrement de Doolittle, pèsent sur le moral des deux autres membres du groupe, ainsi que sur l’équipe de production de Gil Norton. John Murphy, ancien mari de Kim Deal, a déclaré plus tard : « À cette époque, Le groupe était passé de relations amicales à des relations strictement professionnelles ». La cadence infernale (trois disques en deux ans) et la fatigue liée aux tournées ont été pour beaucoup dans ces frictions. Après la tournée Fuck Or Fight, le groupe refuse même de se rendre à la fête marquant la fin de la tournée. et juste après, les Pixies annoncent une pause dans leurs activités.
Après leur retour aux affaires en 1990, Kim Deal n’a plus le droit de contribuer à l’écriture des morceaux, Black Francis devenant ainsi le seul compositeur du groupe. Les tensions s'accumulent ainsi, jusqu'à la dissolution du groupe en janvier 1993.

### Ventes
Après sa sortie, Doolittle se vend correctement aux États-Unis, et passe la barre des 100 000 albums après six mois. Début 1992, alors que les Pixies tournent avec U2 en Amérique du Nord, le disque se vent à environ 1500 exemplaires par semaine. En 1993, deux après leur dernier album, Trompe Le Monde, il s’écoule encore 1200 exemplaires par semaine, de sorte qu’en 1995, le disque est certifié disque d'or par la RIAA. Dix ans après la séparation, entre 500 et 1000 exemplaires se vendent par semaine, et à la reformation du groupe en 2004 ce chiffre remonte à 1200 copies par semaine. Fin 2005, on estime entre 800 000 et 1 million le nombre d’exemplaires de Doolittle vendus aux États-Unis. Il est certifié disque de platine au Royaume-Uni depuis le 7 février 2015.

## Liste des chansons
Toutes les chansons sont écrites et composées par Frank Black, sauf indication contraire.
| 1.  | Debaser               |                       | 2:52 |
| 2.  | Tame                  |                       | 1:55 |
| 3.  | Wave of Mutilation    |                       | 2:04 |
| 4.  | I Bleed               |                       | 2:34 |
| 5.  | Here Comes Your Man   |                       | 3:21 |
| 6.  | Dead                  |                       | 2:21 |
| 7.  | Monkey Gone to Heaven |                       | 2:57 |
| 8.  | Mr. Grieves           |                       | 2:05 |
| 9.  | Crackity Jones        |                       | 1:24 |
| 10. | La La Love You        |                       | 2:43 |
| 11. | Number 13 Baby        |                       | 3:51 |
| 12. | There Goes My Gun     |                       | 1:49 |
| 13. | Hey                   |                       | 3:31 |
| 14. | Silver                | Frank Black, Kim Deal | 2:25 |
| 15. | Gouge Away            |                       | 2:45 |

## Crédits
- Black Francis : Chant, Guitare
- Joey Santiago : Guitare principale
- David Lovering : Batterie, Chant
- Kim Deal : Basse, Chant
- Produit par Gil Norton
- Enregistré au Downtown Recorders de Boston, Massachusetts et aux Carriage House Studios de Stamford, Connecticut
- Toutes les chansons sont écrites par Black Francis
- Excepté Silver, coécrit par Black Francis et Kim Deal
- Direction artistique et design de l'album : Vaughan Oliver / v23
- Photographies: Simon Larbalestier

## Classements et certifications

### Album
Charts
| Pays             | Durée du classement | Meilleur classement | Date             |
| ---------------- | ------------------- | ------------------- | ---------------- |
| États-Unis       | 27 semaines         | 98e                 | 2 septembre 1989 |
| France           | 2 semaines          | 66e                 | 24 janvier 1998  |
| Nouvelle-Zélande | 5 semaines          | 18e                 | 27 août 1989     |
| Pays-Bas         | 9 semaines          | 53e                 | 10 juin 1989     |
| Royaume-Uni      | 11 semaines         | 8e                  | 29 avril 1989    |

Certifications
| Pays        | Certification | Ventes      | Date             |
| ----------- | ------------- | ----------- | ---------------- |
| Canada      | Or            | 50 000 +    | 5 avril 2011     |
| États-Unis  | Platine       | 1 000 000 + | 10 décembre 2018 |
| France      | Or            | 100 000 +   | 16 décembre 1997 |
| Royaume-Uni | Platine       | 300 000 +   | 7 février 2015   |

### Singles
| Single                | Chart             | Durée du classement | Position | Date             |
| --------------------- | ----------------- | ------------------- | -------- | ---------------- |
| Monkey Gone to Heaven | Alternative Songs | 11 semaines         | 5e       | 3 juin 1989      |
| Monkey Gone to Heaven | UK Singles Chart  | 3 semaines          | 60e      | 1er avril 1989   |
| Here Comes Your Man   | Alternative Songs | 14 semaines         | 3e       | 15 juillet 1989  |
| Here Comes Your Man   | UK Singles Chart  | 2 semaines          | 54e      | 1er juillet 1989 |

## Distinctions
| Revue         | Pays        | Distinction                                   | Année | Classement |
| ------------- | ----------- | --------------------------------------------- | ----- | ---------- |
| Hot Press     | Irlande     | Top 100 Albums                                | 2006  | #34        |
| Juice         | Australie   | Les 50 meilleurs albums de tous les temps     | 1997  | #2         |
| NME           | Royaume-Uni | Les 100 meilleurs albums                      | 2003  | #2         |
| Panorama      | Norvège     | Les 30 meilleurs albums de 1970 à 1998        | 1999  | #1         |
| Q (magazine)  | Royaume-Uni | Ultimate Music Collection                     | 2005  | *          |
| Rolling Stone | États-Unis  | Les 500 plus grands disques de tous les temps | 2003  | #226       |
| Spin          | États-Unis  | Les 100 plus grands albums, 1985–2005         | 2005  | #36        |

(*) désigne une liste non classée